# Kárpátinfo hetilap
A Kárpátinfo Kárpátalja magyarok is lakta területein terjesztett hetilap. Pdf formátumban a Kárpátinfo.net weboldalon is elérhető. Kiadója a beregszászi székhelyű Kárpát Média Kft. Lapalapító-főszerkesztője Szoboszlai István.

## Történet
- 1997 – Megjelenik a BeregInfo családi hetilap. Egyelőre A4-es formátumban és csak a beregszászi járásban terjesztik.
- 2003 – Megváltozik a lap neve. Ezentúl Kárpátinfo hetilap. A formátum ezzel együtt változik A3-asra. A terjesztés kitolódik Kárpátalja magyarok lakta területeinek nagy részére. Ugyanebben az évben a Kárpátinfo hetilap szerkesztőinek gondozásában megjelenik a Naplopó ifjúsági és szórakoztató magazin.

## Megjelenés
A3-as, fekete-fehér formátumban jelenik meg, heti kb. 2800 példányban. A nyomdai munkákat a Beregszászi Járási Nyomda végzi. Az újság internetes változata az alábbi címen olvasható:   Archiválva 2008. november 19-i dátummal a Wayback Machine-ben

## Állandó rovatok
- Heti körkép
- Közélet
- Tükör
- Gazdaoldal
- Heti műsor
- Fókusz
- Hirdetések
- Hétvége
- Turmix
- Rejtvények